# Nezvěstný v boji

Vlajka neziskové organizace Národní liga rodin, která se zabývá otázkou amerických válečných zajatců a pohřešovaných v boji z Vietnamské války

Nezvěstný v boji (anglicky: missing in action, zkráceně MIA) je vojenský termín označující příslušníka ozbrojených sil, který zmizel během bitvy a o jehož osudu není nic známo. Mohl být zabit, zraněn, stát se válečným zajatcem či dezertovat. V případě úmrtí nemohou být ani jeho ostatky, ani hrob pozitivně identifikovány.

## Kulturní prostředí
Na téma nezvěstných v boji bylo natočeno mnoho filmů. V 80. letech to byly například dva filmy v hlavní roli s Chuckem Norrisem s názvem Nezvěstní v boji (1984) a Nezvěstní v boji 2  (1985) či film Rambo II (1985).